# Canale 5
Canale 5是義大利的一個電視頻道。屬Mediaset集團所有。Canale 5是義大利首個商業電視台，於1980年開始播出。其前身是一個地方電視台，開始播出於1978年。Canale 5是義大利最受歡迎的電視台之一。

## 外部連結
- Official Site （意大利文）